# Microrégion d'Alto Mearim e Grajaú

Localisation de la microrégion d'Alto Mearim e Grajaú

La microrégion d'Alto Mearim e Grajaú est l'une des trois microrégions qui subdivisent le centre de l'État du Maranhão au Brésil.
Elle comporte 11 municipalités qui regroupaient 283 974 habitants en 2006 pour une superficie totale de 36 684 km2.

## Municipalités[1]
- Arame
- Barra do Corda
- Fernando Falcão
- Formosa da Serra Negra
- Grajaú
- Itaipava do Grajaú
- Jenipapo dos Vieiras
- Joselândia
- Santa Filomena do Maranhão
- Sítio Novo
- Tuntum